# بیشه‌مرغ راندونیا
بیشه‌مرغ راندونیا (نام علمی: Clytoctantes atrogularis) نام یک گونه از سرده بیشه‌مرغ‌ها است.